# Taladro de arco

Diagrama de un taladro de arco diseñado para hacer fuego

El taladro de arco es una herramienta de perforación prehistórica. Comúnmente se usaba para hacer fuego por fricción, y por esta función también se lo llamaba taladro de fuego. Sin embargo, la misma técnica también se utilizó ampliamente en la perforación aplicada a la carpintería y odontología.

## Historia
Los taladros de arco se usaron por primera vez en Mehrgarh entre el 4.º y 5.º milenio antes de Cristo. La herramienta se utilizaba para perforar agujeros en lapislázuli y cornalina, estaba hecha de jaspe verde. Taladros similares se encontraron en otras partes de la Civilización del Valle del Indo e Irán un milenio después.

## Descripción

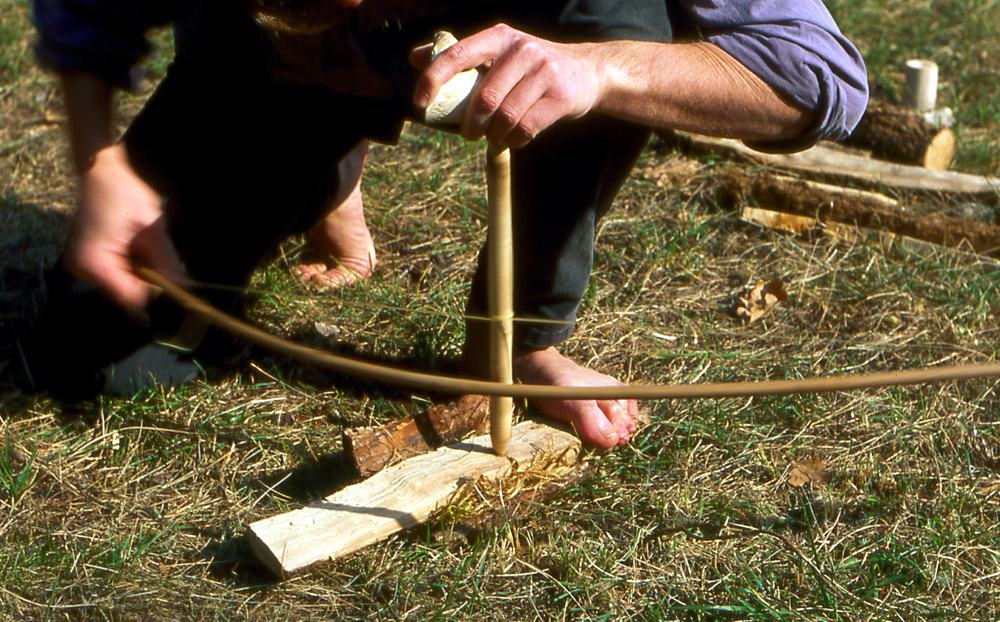
Producción de fuego por fricción con arco y plancha de madera

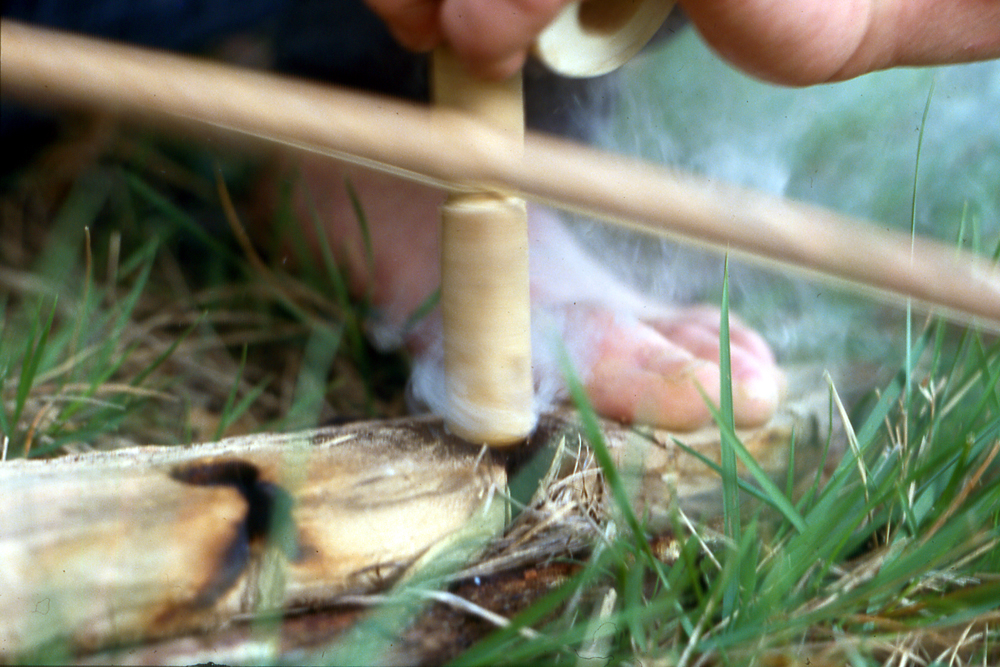
Producción de fuego por fricción con arco y plancha de madera, (vista cercana)

El taladro de arco consiste de cuatro partes: 
- un bloque de rodamiento o cojinete
- una broca o husillo
- una solera, plancha, o "tablero de fuego"
- un arco simple

Otras versiones tempranas de taladros mecánicos incluyen el taladro de bombeo y el taladro manual.
El taladro ofrece un método antiguo para encender fuego sin fósforos o encendedor, un método que aplica fricción para generar calor. El calor finalmente produce una brasa en el aserrín carbonizado. La brasa es pequeña, más pequeña que la cabeza de un cigarrillo, y frágil. Una vez que se ha formado la brasa, se coloca cuidadosamente en un "paquete de yesca" (un nido tipo pájaro de material esponjoso y fibroso). Una vez que la brasa está en el manojo de yesca, se nutre y se manipula soplando cuidadosamente hasta que se convierte en llama. Una vez que el paquete de yesca estalla en llamas, se coloca en el combustible que se ha montado listo para el encendido.
La broca (husillo), tallada para reducir la fricción en un extremo y maximizarla en el otro, se mantiene en un orificio en la parte inferior del cojinete, y en el otro lado por el trozo de madera base (la solera o el "tablero de fuego"). La cuerda del arco está envuelta una vez alrededor de la broca, de modo que quede lo suficientemente apretada como para no resbalar durante la operación. Una variación de esto se llama el Taladro de Arco Egipcio. En este caso se fija la cuerda envolviéndola varias veces, o atándola a la broca o a través de un agujero en el eje, y luego envolviéndola.
La posición habitual que asume una persona mientras opera el taladro de arco es la siguiente: la rodilla derecha se coloca en el suelo (suponiendo que sea un operador diestro) y el arco del pie izquierdo descansa sobre la tabla, fijándola en su lugar. Mientras la mano izquierda sujeta el bloque de rodamiento, la muñeca izquierda se engancha alrededor de la espinilla y se traba en su lugar para mantenerla estable, de modo que pueda generar suficiente presión y velocidad hacia abajo; esto se logra empujando hacia abajo con el cojinete a la vez que se gira la broca. El calor de la fricción entre la tabla y la broca crea polvo carbonizado y difuso y hace que se encienda, formando una brasa. El cojinete está lubricado y el husillo está tallado a un grosor aproximado del pulgar, generalmente de 150 a 250 milímetros (6 a 10 pulgadas) de largo. Otra opción para practicar es hacer la "agarradera" en una pieza de "embocadura", por lo que se mantiene presionada desde la barbilla / boca, dejando ambas manos libres.
Una vez formada una muesca inicial en el tablero base, se esculpe una muesca "v" que se expande desde el centro de la abolladura hacia un canto de la tabla. Finalmente se vuelve a colocar el eje sobre la muesca inicial y se vuelve a taladrar. La muesca en "v" crea un lugar para que el polvo se acumule mientras está siendo erosionado de la broca y la plancha de madera (solera). Eventualmente, la fricción genera calor para encender el polvo, que puede usarse para encender la yesca.
Mientras que una muesca en forma de "v" es común, se pueden usar otros métodos para crear una cavidad que contenga el polvo mientras se enciende. Por ejemplo, perforar en parte una solera hecha atando dos palos juntos desde un lado, y luego taladrando desde el otro lado para cumplir con este agujero; o usando el área donde dos ramas se separan. Esto es para mantener el carbón fuera del suelo mojado o cubierto de nieve.
Tanto la solera como la broca pueden construirse con madera semiblanda, seca y no resinosa, y funcionan mejor cuando ambas están hechas de la misma pieza de madera; sin embargo, con la práctica se puede usar casi cualquier combinación de madera siempre que las piezas contengan poca o ninguna resina o humedad. El factor más importante es la cantidad de humedad de la madera, la cual debe ser suficientemente baja para encenderse, ya que una madera húmeda no funcionará; La yucca, el álamo temblón, el cedro blanco, el tilo, el castaño de indias y la mayoría de los sauces funcionan todos muy bien. Combinaciones como el avellano y el álamo también funcionan bien. La broca debe ser rígida pero ligeramente flexible y de una longitud relativamente cercana a la distancia desde la axila del usuario hasta la punta de sus dedos. El bloque de cojinete (asidero) puede estar hecho de cualquier cosa que sea más dura que la broca. El hueso, la cornamenta y la piedra funcionan mejor, ya que se pueden engrasar fácilmente, no crean tanta fricción y no se queman; sin embargo, las maderas duras como el arce, el tulípero y el cedro rojo son bastante útiles y, a menudo, más fáciles de encontrar y de trabajar. Algunos materiales efectivos usados para engrasar el bloque de rodamiento incluyen sebo, aceites animales y vegetales, o incluso vegetación húmeda.

## Taladro de bombeo

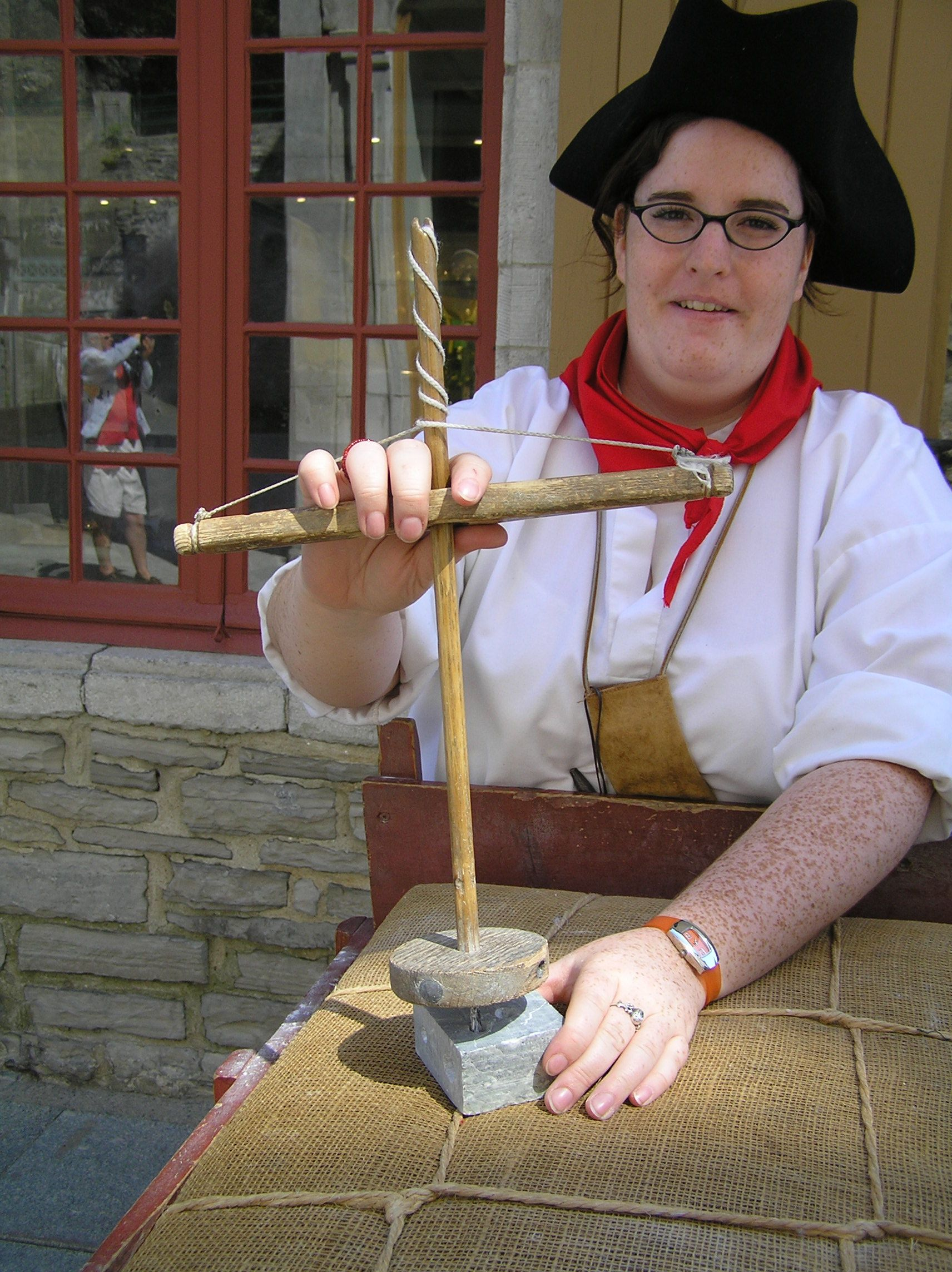
Taladro de bombeo

Un taladro de bombeo es una herramienta simple que se utiliza para hacer agujeros a mano en materiales livianos y que ha estado en uso durante siglos. El taladro en sí se compone de: 
- el eje de perforación (broca)
- una tabla angosta con un agujero en el centro
- un peso (generalmente un disco pesado) que actúa como un volante
- un tramo de cuerda

El peso se adjunta cerca de la parte inferior del eje y la tabla con el agujero se desliza sobre la parte superior. El cordaje se pasa por un agujero cerca de la parte superior del eje y se fija a cada extremo de la tabla de forma que esta cuelgue justo por encima del peso. El extremo inferior del eje generalmente tiene un orificio cuadrado hecho para ajustarse a brocas de perforación de cierto tamaño o una simple broca triangular hecha para cortar mientras el eje gira en ambas direcciones.
Para usarlo, una mano se coloca en la tabla mientras que la otra gira el eje para enrollar el cable alrededor de su longitud, elevando así la tabla con el agujero hasta cerca de la parte superior donde se tensa el cable. Se coloca la punta contra el material que se va a perforar y se mantiene en posición vertical, se ejerce una suave presión hacia abajo sobre la tabla, haciendo que la broca gire rápidamente. Una vez que se llega al punto más bajo, se alivia el peso y se permite que el taladro rebote enrollando el cable alrededor del eje y permitiendo que se repita el proceso. Es una habilidad simple en concepto, pero requiere algo de práctica para dominar y acelera enormemente el proceso de hacer pequeños agujeros.

## Taladro manual

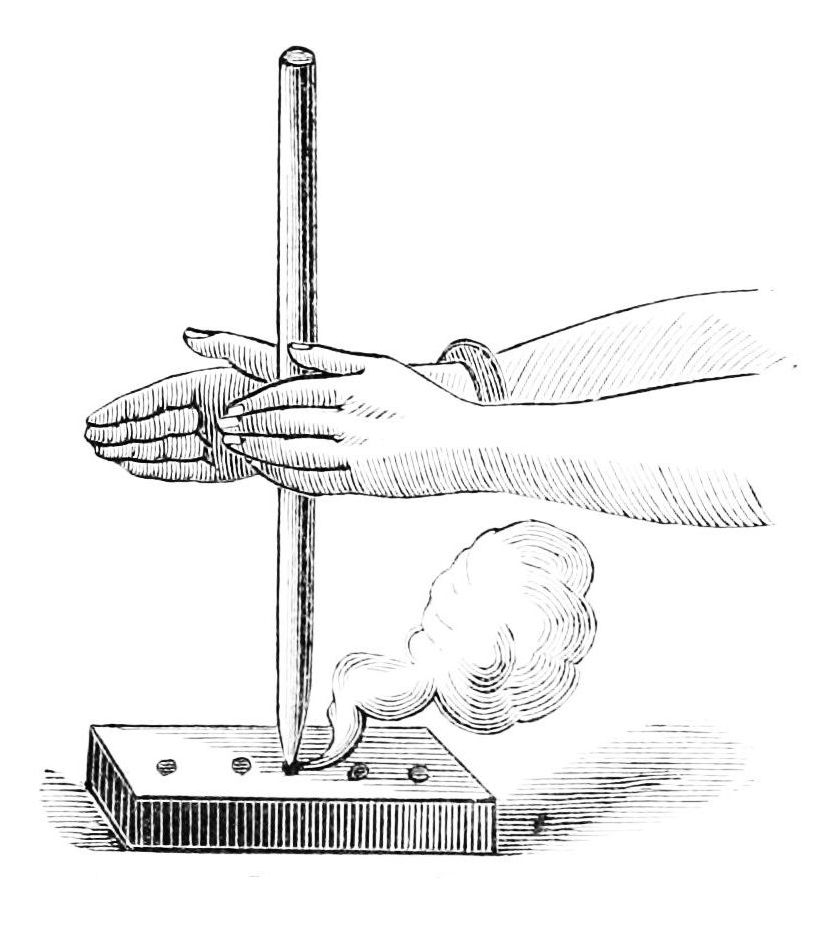
Taladro manual.

El taladro manual es una herramienta similar a las anteriores, pero utiliza un eje (palo de madera) más largo y delgado; y en lugar de una combinación de bloque de rodamiento y arco, la presión hacia abajo y el giro se logra frotando las manos alrededor del eje. A medida que las manos se mueven hacia la base, la broca se pellizca y las manos se llevan rápidamente a la parte superior del eje a la vez que se continua girando la broca; el movimiento se repite cuantas veces sean requeridas para lograr obtener una brasa. Este exhaustivo ejercicio puede hacerse innecesario cortando una muesca en la parte superior del eje, atando una cuerda a través de esta, y luego colocando los pulgares a través de lazos en ambas extremidades de la cuerda. De esta manera las manos pueden permanecer a una altura constante mientras se gira la broca. Sin embargo, los operadores experimentados pueden mantener la presión con sus manos casi estacionarias verticalmente; o, en un movimiento comparable a la flotación, pueden "flotar" sus manos hacia la parte superior del taladro sin necesidad de utilizar esta cuerda. Hay una selección más limitada de materiales para usar con este método ya que se necesitan materiales mucho más blandos, como el gordolobo, la yucca, la espadaña y la madera de raíz.

## Taladro de correa
El taladro de correa es similar al taladro de arco pero no utiliza arco. La pieza correspondiente al cojinete está diseñada para que la boca la sostenga bien, de modo que ambas manos puedan estar libres. La correa se sostiene entre una mano y la otra, y se envuelve alrededor del eje, de modo que el movimiento rápido de las manos, hacia la izquierda y hacia la derecha, gira el eje para crear fricción con la plancha, como en las otras técnicas.